# Bion (filosof)
Bion av Borysthenes, född cirka 335 f.Kr., död 245 f.Kr., var en grekisk filosof från Olbia (i nuvarande Ukraina) vid Borysthenes mynning (nuvarande Dnepr). Bion studerade filosofi i Aten och vandrade runt och höll föredrag i moralfilosofi. Bion anses närmast ha tillhört den kyniska skolan.